# Список музеев-заповедников России
В списке перечислены музеи-заповедники Российской Федерации, сгруппированные по регионам.

## Алтайский край
- Государственный историко-мемориальный музей-заповедник В. М. Шукшина

## Архангельская область
- Соловецкий государственный историко-архитектурный и природный музей-заповедник
- Каргопольский историко-архитектурный и художественный музей-заповедник
- Сольвычегодский музей-заповедник

## Астраханская область
- Астраханский государственный объединённый историко-архитектурный музей-заповедник

## Башкортостан
- Музей-заповедник «Древняя Уфа»
- Историко-археологический и ландшафтный музей-заповедник «Ирендык»
- Историко-культурный музей-заповеденик «Пещера Шульган-Таш»

## Белгородская область
- Государственный военно-исторический музей-заповедник «Прохоровское поле»

## Брянская область
- Юдиновский музейный комплекс (включает музей-заповедник «Палеолит»)
- Государственный мемориальный историко-литературный музей-заповедник Ф.И.Тютчева «Овстуг»

## Бурятия
- Этнографический музей-заповедник народов Забайкалья

## Владимирская область
- Государственный историко-архитектурный и художественный музей-заповедник «Александровская слобода»
- Государственный Владимиро-Суздальский историко-архитектурный и художественный музей-заповедник

## Волгоградская область
- Государственный историко-этнографический и архитектурный музей-заповедник «Старая Сарепта».
- Музей-заповедник «Сталинградская битва».

## Вологодская область
- Вологодский государственный историко-архитектурный и художественный музей-заповедник
- Великоустюгский государственный историко-архитектурный и художественный музей-заповедник
- Кирилло-Белозерский историко-архитектурный и художественный музей-заповедник
- Тотемское музейное объединение

## Воронежская область
- Государственный археологический музей-заповедник «Костёнки»
- Природный историко-археологический музей-заповедник «Дивногорье»

## Дагестан
- Дербентский историко-архитектурный и художественный музей-заповедник

## Ивановская область
- Плёсский государственный историко-архитектурный и художественный музей-заповедник
- Музей-заповедник народного быта

## Ингушетия
- Джайрахско-Ассинский историко-архитектурный и природный музей-заповедник

## Калужская область
- Калужский объединённый музей заповедник, включает в т. ч. музей-заповедник «Полотняный завод»

## Карачаево-Черкесия
- Карачаево-Черкесский историко-культурный и природный музей-заповедник им. М. О. Байчоровой

## Карелия
- Валаамский научно-исследовательский церковно-археологический и природный музей-заповедник
- Государственный историко-архитектурный и этнографический музей-заповедник «Кижи»

## Кемеровская область
- Историко-культурный и природный музей-заповедник «Томская писаница»
- Музей-заповедник «Мариинск исторический»
- Музей-заповедник «Кузнецкая крепость»
- Музей-заповедник «Красная горка»
- Этноэкологический музей-заповедник «Тюльберский городок»
- Музей-заповедник "Трёхречье"

## Кировская область
- Историко-мемориальный и ландшафтный музей-заповеденик художников В. М. и А. М. Васнецовых «Рябово»

## Костромская область
- Государственный мемориальный и природный музей-заповедник А. Н. Островского «Щелыково»
- Костромской государственный историко-архитектурный и художественный музей-заповедник
- Костромской архитектурно-этнографический и ландшафтный музей–заповедник «Костромская слобода»

## Краснодарский край
- Государственный историко-археологический музей-заповедник «Фанагория»
- Краснодарский государственный историко-археологический музей-заповедник им. Е. Д. Фелицына
- Новороссийский государственный исторический музей-заповедник

## Красноярский край
- Историко-этнографический музей-заповедник «Шушенское»
- Енисейский музей-заповедник

## Крым[1]
- Алупкинский дворцово-парковый музей-заповедник
- Бахчисарайский историко-культурный и археологический музей-заповедник
- Восточно-Крымский историко-культурный музей-заповедник
- Историко-культурный, мемориальный музей-заповедник «Киммерия М. А. Волошина»
- Историко-археологический музей-заповедник «Калос-Лимен»
- Ливадийский дворцово-парковый музей-заповедник
- Историко-археологический музей-заповедник «Неаполь Скифский»
- Музей-заповедник «Судакская крепость»
- Крымский литературно-художественный мемориальный музей-заповедник
- Крымский исторический музей-заповедник

## Ленинградская область
- Военно-исторический и мемориальный музей-заповедник «Прорыв блокады Ленинграда»
- Государственный дворцово-парковый и историко-художественный музей-заповедник и парк «Гатчина»
- Государственный историко-архитектурный и природный музей-заповедник «Парк Монрепо»
- Историко-археологический и архитектурно-художественный музей-заповедник «Старая Ладога»
- Литературно-художественный музей-заповедник «Приютино»
- Выборгский объединённый музей-заповедник, включает бывший Историко-этнографический музей-заповедник «Ялкала»

## Липецкая область
- Мемориальный музей-заповедник П. П. Семёнов-Тян-Шанского

## Москва
- Государственный музей-заповедник «Московский Кремль»
- Государственный историко-архитектурный, художественный и ландшафтный музей-заповедник «Царицыно»
- Государственный художественный историко-архитектурный и природно-ландшафтный музей-заповедник «Коломенское»

## Московская область
- Музей-заповедник «Мураново» им.Ф.И.Тютчева
- Историко-мемориальный музей-заповедник «Подолье»
- Историко-культурный музей-заповедник «Коломенский кремль»
- Государственный Бородинский военно-исторический музей-заповедник
- Государственный мемориальный музей-заповедник Д. И. Менделеева и А. А. Блока «Шахматово»
- Государственный историко-литературный музей-заповедник А. С. Пушкина «Большие Вяземы»
- Государственный исторический музей-заповедник «Горки Ленинские»
- Государственный литературно-мемориальный музей-заповедник А. П. Чехова
- Государственный мемориальный музыкальный музей-заповедник П. И. Чайковского
- Государственный музей-заповедник «Зарайский кремль»
- Сергиев-Посадский государственный историко-художественный музей-заповедник
- Историко-художественный и литературный музей-заповедник «Абрамцево»
- Музей-заповедник «Дмитровский Кремль»

## Мурманская область
- Музей-заповедник «Петроглифы Канозера»

## Ненецкий автономный округ
- Историков культурный и ландшафтный музей-заповедник «Пустозерск»

## Нижегородская область
- Нижегородский государственный историко-архитектурный музей-заповедник
- Архитектурно- этнографический музей-заповедник «Щёлоковский хутор»
- Государственный литературно-мемориальный и природный музей-заповедник А. С. Пушкина «Болдино»

## Новгородская область
- Новгородский государственный объединённый музей-заповедник

## Омская область
- Омский государственный историко- культурный музей-заповедник «Старина Сибирская»

## Оренбургская область
- Музей-заповедник С. Т. Аксакова

## Орловская область
- Государственный мемориальный и природный музей-заповедник И. С. Тургенева «Спасское-Лутовиново»

## Пензенская область
- Государственный музей-заповедник М. Ю. Лермонтова «Тарханы»
- «Музей-заповедник» Наровчатского района

## Пермский край
- Архитектурно-этнографический музей «Хохловка»
- Мемориальный музей-заповедник истории политических репрессий «Пермь-36»
- Кунгурский историко-архитектурный и художественный музей-заповедник
- Музей-заповедник «Сользавод»

## Приморский край
- Государственный музей-заповедник «Владивостокская крепость»

## Псковская область
- Псковский государственный объединённый историко-архитектурный и художественный музей-заповедник
- Государственный историко-архитектурный и природно-ландшафтный музей-заповедник «Изборск»
- Государственный мемориальный историко-литературный и природно-ландшафтный музей-заповедник А. С. Пушкина «Михайловское»
- Мемориальный музей-заповедник Н. А. Римского-Корсакова
- Военно-исторический музей-заповедник Псковской области

## Ростовская область
- Азовский историко-археологический и палеонтологический музей-заповедник
- Археологический музей-заповедник «Танаис»
- Государственный музей-заповедник М. А. Шолохова
- Раздорский этнографический музей-заповедник
- Старочеркасский историко-архитектурный музей-заповедник
- Таганрогский государственный литературный и историко-архитектурный музей-заповедник

## Рязанская область
- Рязанский государственный историко-архитектурный музей-заповедник
- Государственный музей-заповедник С. А. Есенина
- Государственный историко-культурный природно-ландшафтный музей-заповедник «Усадьба С.Н.Худекова»
- Касимовский историко-культурный музей-заповедник

## Санкт-Петербург
- Историко-культурный музей-заповедник «Петропавловская крепость»
- Государственный музей-заповедник «Петергоф»
- Государственный художественно-архитектурный дворцово-парковый музей-заповедник «Павловск»
- Государственный художественно-архитектурный дворцово-парковый музей-заповедник «Царское село»
- Государственный художественно-архитектурный музей-заповедник «Ораниенбаум» (с 2007 года находится в ведении ГМЗ «Петергоф»)

## Свердловская область
- Верхотурский государственный историко-архитектурный музей заповедник
- Нижне-Синячихинский музей-заповедник деревянного зодчества и народного искусства
- Нижнетагильский музей-заповедник «Горнозаводской Урал»

## Севастополь
- Государственный историко- археологический музей-заповедник«Херсонес Таврический»
- Музей-заповедник героической обороны и освобождения Севастополя

## Смоленская область
- Смоленский государственный исторический и архитектурно-художественный музей-заповедник
- Государственный историко-культурный и природный музей-заповедник А. С. Грибоедова «Хмелита»
- Историко-археологический и природный музей-заповедник «Гнёздово»

## Ставропольский край
- Ставропольский историко- культурный и природно-ландшафтный музей-заповеденик им.Г. Н. Прозрителева и Г. К. Праве, включает Археологический и природный музей-заповедник «Татарское городище»
- Государственный музей-заповедник М. Ю. Лермонтова

## Тамбовская область
- Музей-заповедник С. В. Рахманинова «Ивановка»

## Татарстан
- Болгарский государственный историко-архитектурный музей-заповедник
- Билярский государственный историко-археологический и природный музей-заповедник
- Елабужский государственный историко-архитектурный и художественный музей-заповедник
- Иске-Казанский государственный историко-культурный и природный музей-заповедник
- Историко-архитектурный и художественный музей-заповедник «Казанский кремль»
- Государственный историко-архитектурный музей-заповедник«Остров-град Свияжск»
- Государственный историко-культурный музей-заповедник «Ленино-Кокушкино»
- Чистопольский государственный историко-архитектурный и литературный музей-заповедник

## Тульская область
- Государственный военно-исторический и природный музей-заповедник «Куликово поле»
- Государственный мемориальный и природный заповедник музей-усадьба Л. Н. Толстого «Ясная поляна»
- Государственный мемориальный историко-художественный и природный музей-заповедник В. Д. Поленова «Поленово»
- Историко-культурный и природный музей-заповедник И.С. Тургенева "Бежин луг"
- Девягорско-Лихвинский историко-ландшафтный музей-заповедник

## Тыва
- Историко-культурный музей-заповедник "Долина царей"

## Тюменская область
- Археологический музей-заповедник на озере Андреевское
- Тобольский государственный историко-архитектурный музей-заповедник

## Хакасия
- Хакасский республиканский национальный музей-заповедник
- Музей-заповедник «Сундуки»
- Музей-заповедник "Сулеки"

## Удмуртия
- Историко-культурный музей-заповедник «Иднакар»
- Архитектурно-исторический музей-заповедник «Лудорвай»
- Сарапульский историко-архитектурный и художественный музей-заповедник

## Ульяновская область
- Государственный историко-мемориальный музей-заповедник «Родина В. И. Ленина»

## Челябинская область
- Челябинский государственный историко-культурный заповедник «Аркаим»

## Чеченская Республика
- Аргунский государственный историко-архитектурный и природный музей заповедник

## Якутия
- Государственный республиканский Ытык-Кюёльский литературно-художественный музей-заповедник « Таатта»

## Ярославская область
- Государственный литературно-мемориальный музей-заповедник Н. А. Некрасова «Карабиха»
- Государственный музей-заповедник «Ростовский кремль»
- Переславль-Залесский государственный историко-архитектурный и художественный музей-заповедник
- Рыбинский государственный историко-архитектурный и художественный музей-заповедник
- Ярославский государственный историко-архитектурный и художественный музей-заповедник